# Litteraturåret 1923

## Händelser
- Georg Büchner-priset instiftas till minne av Georg Büchner.

## Priser och utmärkelser
- Nobelpriset – William Butler Yeats, Irland[1]
- De Nios Stora Pris – Elin Wägner
- Gustaf Frödings stipendium – Ola Hansson
- Georg Büchner-priset (nyinstiftat) – Adam Karillon och Arnold Ludwig Mendelssohn
- Kungliga priset – Elof Hellquist
- Letterstedtska priset för översättningar – Albert Ehrensvärd för översättningarna i Fransk medeltid och renässans

## Nya böcker

### 0 – 9
- 100 jakthistorier och lite till (under pseudonym, Nanok II) av Vilhelm Ekelund

### A – G
- Brantome om kungar och kungliga damer av Ola Hansson
- Böcker och vandringar av Vilhelm Ekelund
- De röda trådarna av Walter Hülphers
- Den nya moralen och arbetarklassen av Aleksandra Kollontaj
- Den osynlige av Pär Lagerkvist
- Det förtvivlade hjärtat av Jean Cocteau
- Duinoelegier av Rainer Maria Rilke
- En man från Devon och andra berättelser av John Galsworthy
- En mycket ung man (Petreussviten) av Gustaf Hellström
- Ett avlyssnat samtal av Aleksandra Kollontaj
- Från Seine, Rhen och Ruhr av Elin Wägner

### H – N
- Jag ger vika av Stina Aronson
- Jag, Ljung och Medardus av Hjalmar Bergman

### O – U
- Sonetterna till Orfeus av Rainer Maria Rilke
- Swedenhielms, pjäs av Hjalmar Bergman
- Två vägar av Ernst Didring
- Två år i varje klass av Kar de Mumma
- Tärningkast (poesi) av Frans G. Bengtsson

## Födda
- 1 januari – Kenne Fant, svensk skådespelare, regissör och författare.
- 22 januari – Nan Inger Östman, svensk författare.
- 2 februari – James Dickey, engelskspråkig poet.
- 12 februari – Bert Olls, svensk illustratör och författare.
- 1 maj – Joseph Heller, amerikansk författare.
- 24 maj – Knut Ahnlund, svensk litteraturvetare, författare, översättare, kritiker och ledamot av Svenska Akademien 1983–2012.
- 15 juni – Erland Josephson, svensk skådespelare, regissör, författare och Dramaten-chef.
- 2 juli – Wisława Szymborska, polsk poet, nobelpristagare 1996.
- 16 juli – Mari Evans, afro-amerikansk poet.
- 24 juli – Per Erik Wahlund, svensk författare, översättare och kritiker.
- 25 juli – Maria Gripe, svensk författare av barn- och ungdomslitteratur.
- 23 augusti – Bo Setterlind, svensk författare och poet.
- 7 september – Stig Ossian Ericson, svensk skådespelare och författare.
- 5 oktober – Stig Dagerman, svensk författare och journalist.
- 23 oktober – Bengt Haslum, svensk sångtextförfattare, författare, översättare och programledare i radio.
- 29 oktober – Desmond Bagley, brittisk thrillerförfattare.
- 1 november – Gordon R. Dickson, kanadensisk science fiction-författare.
- 20 november – Nadine Gordimer, sydafrikansk författare, nobelpristagare 1991.
- 30 december – Carl-Göran Ekerwald, svensk författare.
- 30 december – Sara Lidman, svensk författare.

## Avlidna
- 3 januari – Jaroslav Hašek, 39, tjeckisk författare.
- 29 januari – Amalia Fahlstedt, 70, svensk författare.
- 24 juni – Edith Södergran, 31, finlandssvensk författare.
- 8 november – Alfhild Agrell, 74, svensk författare.
- 12 december – Raymond Radiguet, 20, fransk författare.

### Fotnoter
1. ↑  ”Nobelpriset i litteratur”. https://www.nobelprize.org/prizes/lists/all-nobel-prizes-in-literature/. Läst 20 mars 2011.